# 中国人民解放军陆军合成第十一师
合成第十一师（英語：11th Combined Arms Division），又称“红军师”，是中国人民解放军新疆军区下辖的一个陆军合成师，驻新疆维吾尔自治区乌鲁木齐市。

## 历史概述
該师前身为刘志丹、谢子长和习仲勋等人于1932年创立的中國工農紅軍陕甘游击支队，歷經改革後為陕北独立师。1932年4月2日，习仲勋、刘林圃、李特生、吕剑人、许天洁等人趁部队换防时，在两当组织和发动了“两当兵变”。至1935年初，中国共产党在陕北逐渐建立苏区根据地。1935年1月30日，根据中共中央军委指示，陕北特委在赤源县（安定县）白庙岔（在今陕西省子长县境）将陕北独立师改编为红二十七军第八十四师，师长杨琪、政治委员张达志、参谋长朱子休。全师仅700余人、300余枝枪。低于现代军事中标准团的人数，编制如下：
- 第八十四师[4]：原陕北独立师第一、二、三团改编为第八十四师第一、二、三团。
  - 第一团，团长贺晋年，政治委员马佩勋，全团200余人，100余支枪
  - 第二团，团长郭玉人，政治委员马万里，全团300余人，100余支枪
  - 第三团，团长王兆相，政治委员杨文谟，后改为神府独立团
  - 第三团（原军第五团），团长王士杰、政治委员王国昌，全团180余人，80余支枪

2月15日，陕北游击队第六、十五支队在佳县张家峪合编为红二十七军第五团。团长王士杰、政治委员慕生忠。3日，军第五团改为师第三团，原师第三团改神府独立团。
1935年5月1日，与红二十五军、红二十六军在赤源县白庙岔会师。5月，红二十七军扩至1200余人。1935年9月18日， 下属部队与红二十五军、红二十六军合编为红十五军团，改编为红十五军团第八十一师，军部改编为陕甘宁边区军事部，参加了西征战役并于1937年8月改为陕甘宁边区保安司令部。1937年1月，以红八十一师为主，与陕北、关中各一个地方团再扩编为红二十七军，编入红一方面军，军长贺晋年，政治委员李宗贵（后王平）。此后部队负责肃清延安以南地区土匪武装。随后于1937年8月25日，重新编成的红二十七军奉命改编为八路军第一二〇师辎重营和炮兵营，驻安边、宁条梁以南地区。之后于1937年12月再度合编为陕甘宁留守兵团警备第一团，之后该团人员重新编入警备第三旅（旅部为红二十七军军部）。
抗日战争爆发后，陕甘宁边区保安司令部下属部队没有参与大规模会战，仅承担保卫陕甘宁边区的工作。抗日战争结束后整编为西北野战军第四纵队警备第三旅、中国人民解放军第四军第十一师，自此该部再未改编过其师级单位与数字番号。该部自创建以来，其曾到众多地方负责防务，足迹遍及陕、甘、宁、晋、蒙、青、川、藏、新等9个省(区)。
1988年，摩步第十一师经兰州军区党委确认为红军师，步兵第三十一、第三十二、第三十三团经兰州军区党委确认为红军团，同時認定了十一師3個步兵團下屬的27個步兵連中，有23個連隊為紅軍時期就已經存在的“紅軍連”。是当时陆军所有部队中红军血统最为纯正的。
2017年，隨著摩步第六十一师被拆分，十一师成為了目前僅存的整建制保存延续至今的中国工农红军师级战斗单位。

## 沿革
参考来源：
| 部隊番號                     | 使用時期                 |
| ---------------------------- | ------------------------ |
| 中國工農紅軍陕甘游击支队     | 1932年3月12日-1932年12月 |
| 红二十六军第二团             | 1932年12月-1934年9月     |
| 红军陕北独立师               | 1934年9月-1935年1月      |
| 红二十七军第八十四师         | 1935年1月-1935年9月18日  |
| 红十五军团第八十一师         | 1935年9月18日-1937年8月  |
| 陝甘寧邊區保安司令部         | 1937年8月-1942年11月     |
| 陕甘宁晋绥联防军警备第三旅   | 1942年11月-1946年4月     |
| 西北野戰軍第四縱隊警備第三旅 | 1946年4月-1949年2月      |
| 中国人民解放军第十一師       | 1949年2月-1960年12月     |
| 陆军第十一師                 | 1960年2月-1985年11月     |
| 摩托化步兵第十一師           | 1985年11月-2020年5月     |
| 合成第十一師                 | 2020年5月至今            |

## 被授予荣誉称号的单位
- 紅軍團、长攻善守英雄团：第十一師第三十一團。
- 紅軍團、勇猛顽强英雄团：第十一師第三十二團。
- 紅軍團：前第十一師第三十三團。